# Леушкино (Кирилловский район)
Леушкино — деревня в Кирилловском районе Вологодской области.
Входит в состав Ферапонтовского сельского поселения, с точки зрения административно-территориального деления — в Ферапонтовский сельсовет.
Расстояние по автодороге до районного центра Кириллова — 25 км, до центра муниципального образования Ферапонтово — 3 км. Ближайшие населённые пункты — Оденьево, Загорье, Ципино.
По переписи 2002 года население — 4 человека.